# 香嚴智閒

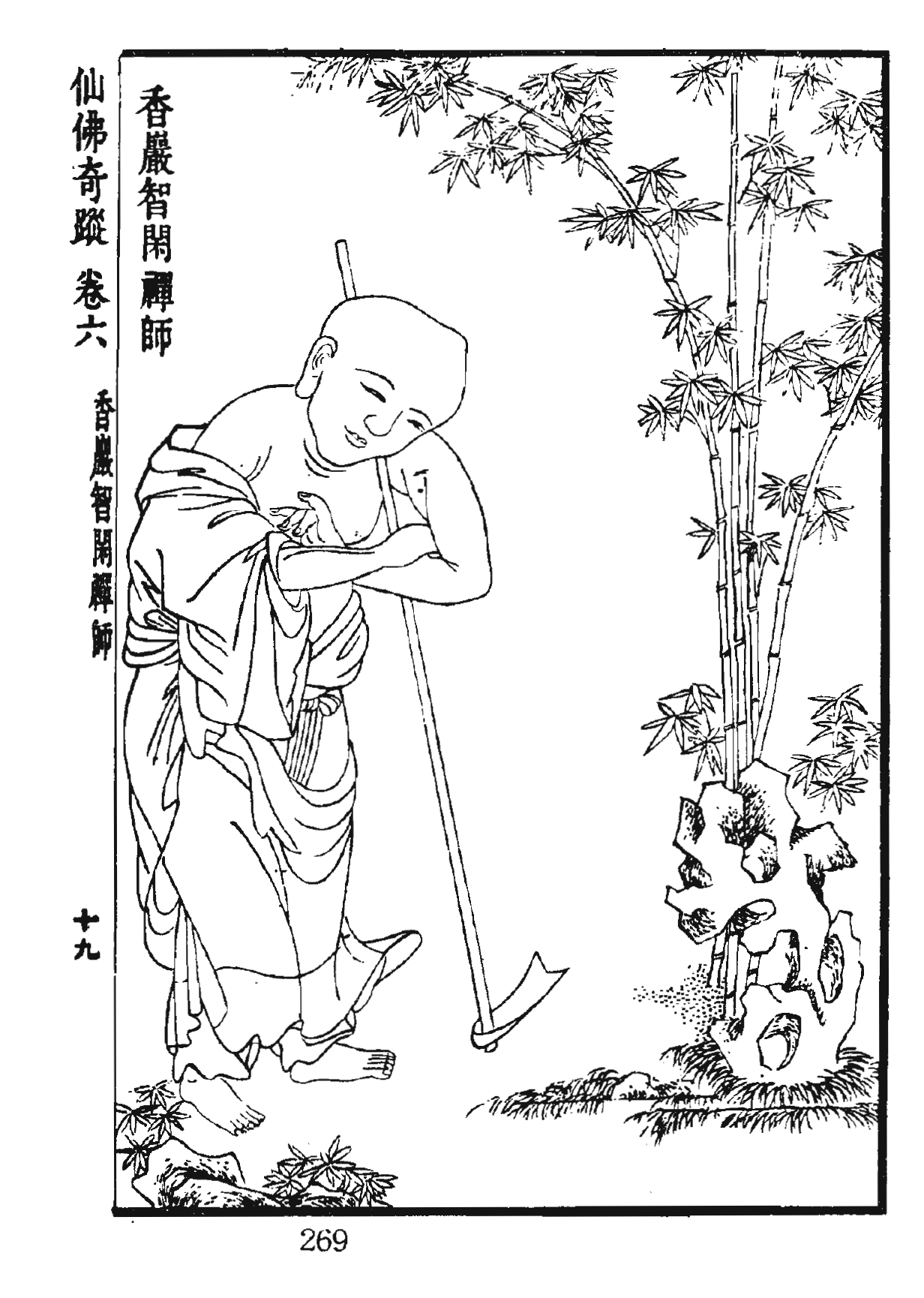
香嚴智閒禪師

香嚴智閒（？年—898年），唐代禪僧，青州（山東益都）人，初從百丈懷海出家。
住於鄧州(今河南南陽)香嚴山，行化眾僧侶千餘人，後人稱謂香嚴禪師。
溈山靈祐禪師法嗣。
《五燈會元卷九》載錄有，師凡示學徒，語多簡直。有偈頌二百餘篇，隨緣對機，不拘聲律，諸方盛行。後謚“襲燈禪師”。

## 師承
- 溈山靈祐[4]

## 弟子
- 長平山和尚   [4]
- 豐德寺和尚
- 睦州東禪
- 延慶法端

## 外部連結
- 闻声悟道[]
- 香严智闲的诗词全集
- 香严智闲禅师- 五灯会元[]